# Mobile City
Mobile City es una ciudad ubicada en el condado de Rockwall en el estado estadounidense de Texas. En el Censo de 2010 tenía una población de 188 habitantes y una densidad poblacional de 4.536,7 personas por km².

## Geografía
Mobile City se encuentra ubicada en las coordenadas 32°55′22″N 96°24′40″O / 32.92278, -96.41111. Según la Oficina del Censo de los Estados Unidos, Mobile City tiene una superficie total de 0.04 km², de la cual 0.04 km² corresponden a tierra firme y (0%) 0 km² es agua.

## Demografía
Según el censo de 2010, había 188 personas residiendo en Mobile City. La densidad de población era de 4.536,7 hab./km². De los 188 habitantes, Mobile City estaba compuesto por el 53.72% blancos, el 1.6% eran afroamericanos, el 0% eran amerindios, el 0% eran asiáticos, el 0% eran isleños del Pacífico, el 41.49% eran de otras razas y el 3.19% pertenecían a dos o más razas. Del total de la población el 77.66% eran hispanos o latinos de cualquier raza.